# AIDC AT-3
Il AIDC AT-3 Tzu Chung è un aereo da addestramento avanzato, biposto, bireattore ad ala dritta, sviluppato dall'azienda aeronautica taiwanese Aerospace Industrial Development Corporation (AIDC) nei tardi anni settanta.
Primo aereo di costruzione di serie interamente prodotto a Taiwan, venne adottato alla Chung-Hua Min-Kuo K'ung-Chün, l'aeronautica militare della Repubblica di Cina, a partire dagli anni ottanta, inizialmente destinato a svolgere il ruolo di addestratore e prodotto in 60 esemplari AT-3B. In seguito 20 di questi furono convertiti per adempiere al ruolo di supporto ravvicinato, e dotati di un radar avanzato e la possibilità di trasportare 2 721 kg di carico bellico (missili, bombe e razzi).

## Varianti
XAT-3
designazione dei primi due prototipi.
AT-3A
addestratore avanzato biposto/aereo da attacco al suolo leggero di produzione in serie destinato alla ROCAF, realizzato in 60 esemplari.
AT-3B
versione evoluta da attacco al suolo biposto destinata alla ROCAF, conversione programmata per 45 esemplari di AT-33A allo standard AT-3B, equipaggiati con radar APG-66T head-up display (HUD).
XA-3
prototipo, versione da attacco al suolo monoposto, realizzata in due esemplari, ritirati dal servizio.

## Utilizzatori
Taiwan
- Chung-Hua Min-Kuo K'ung-Chün

60 tra AT-3A e AT-3B consegnati, 14 persi in incidenti, l'ultimo dei quali il 31 maggio 2022.

## Velivoli comparabili
- Aero L-39
- BAE Hawk
- CASA C-101
- Aermacchi MB-339
- Dassault-Dornier Alpha Jet
- Soko G-4 Super Galeb